# 莫弗特縣
莫弗特县是美国科羅拉多州西北角的一個郡，西鄰犹他州，北鄰怀俄明州，面積12,305平方公里。根據2020年美國人口普查，本縣共有人口13,292人。本縣縣治為克雷格。

## 歷史

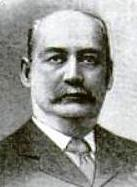
大衛·H·莫弗特

本縣成立於1911年2月27日，係自魯特縣獨立。縣名紀念試圖興建連接丹佛和盐湖城之間鐵路的工業家大衛·H·莫弗特（David Halliday Moffat），而莫弗特也是在本縣成立後不久逝去。

## 地理
根據2010年人口普查，希拉縣的總面積為4,751平方英里（12,310平方），其中有4,742平方英里（12,280平方），即99.84%為陸地；9平方英里（23平方），即0.16%為水域。本縣既是科羅拉多州面積第二大的縣份，亦是美國面積第75大的縣份。

### 毗鄰縣
- 科羅拉多州 魯特縣：東方
- 科羅拉多州 里奥布兰科县：南方
- 犹他州 尤因塔縣：西方
- 猶他州 達蓋特縣：西方
- 怀俄明州 斯威特沃特县：北方
- 懷俄明州 卡本縣：北方

## 人口
根據2000年人口普查，莫弗特縣擁有13,184居民、4,983住戶和3,577家庭。其人口密度為每平方英里3居民（每平方公里1居民）。本縣擁有5,635間房屋单位，其密度為每平方英里1間（每平方公里0.5間）。而人口是由93.61%白人、0.21%非裔、0.88%原住民、0.33%亞裔、0.02%太平洋岛民、3.17%其他種族和1.77%混血构成。而西班牙裔或拉丁美洲裔佔了人口9.46%。
在4,983住户中，有38.2%擁有一個或以上的兒童（18歲以下）、58.7%為夫妻、8.2%為單親家庭、28.2%為非家庭、23.6%為獨居、8.1%住戶有同居長者。平均每戶有2.58 人，而平均每個家庭則有3.05人。在13,184居民中，有28.5%為18歲以下、8.6%為18至24歲、29.9%為25至44歲、23.8%為45至64歲以及9.4%為65歲以上。人口的年齡中位數為35歲，女子對男子的性別比為100：107.7。成年人的性別比則為100：106.2。
本縣的住戶收入中位數為$41,528033，而家庭收入中位數則為$45,511。男性的收入中位數為$37,288 ，而女性的收入中位數則為$22,080 ，人均收入為$18,540。約6.9%家庭和8.3%人口在貧窮線以下，包括8.3%兒童（18歲以下）及9.3%長者（65歲以上）。

## 外部連結
- Moffat County official website （页面存档备份，存于）
- Dinosaur National Monument （页面存档备份，存于）
- Colorado County Evolution, by Don Stanwyck
- Colorado Historical Society